# Bernardin Shllaku
Bernardin Shllaku OFM (ur. 23 czerwca 1875 w Szkodrze, zm. 9 listopada 1956 tamże) – albański duchowny katolicki, franciszkanin.

## Życiorys
Syn Józefa i Marii z d. Ndoja. 8 grudnia 1892 wstąpił do zakonu Franciszkanów w rodzinnej Szkodrze. W grudniu 1893 złożył śluby czasowe, a 14 grudnia 1896 śluby wieczyste. W dniu 26 grudnia 1897 w Tyrolu otrzymał święcenia kapłańskie. Studiował teologię i filozofię na uniwersytecie w Innsbrucku. W roku 1898 powrócił do Szkodry, gdzie uczył w miejscowym kolegium franciszkańskim. W 1910 otrzymał sakrę biskupią i został ordynariuszem diecezji Pulati (Pulti). W czasie powstania Albańczyków przeciwko władzy osmańskiej w 1911 udzielał schronienia powstańcom, prześladowanym przez władze.
Po roku 1944 należał do grupy duchownych prześladowanych przez komunistyczne władze Albanii. Wypuszczony z więzienia prowadził rozmowy z ministrem Mehmetem Shehu w imieniu Kościoła Katolickiego Albanii dotyczące szczegółów ustawy o statusie kościoła w państwie albańskim. W 1951 po śmierci abp G. Thaciego i abp Wincentego Prennushiego stał się jedynym żyjącym biskupem i nieformalnym przywódcą kościoła katolickiego. W tym czasie liczba parafii katolickich na terenie Albanii spadła z 253 (wg stanu z 1944) do około 100.
W 1952 wyświęcił dwóch kolejnych biskupów, co pozwoliło zachować ciągłość hierarchii kościelnej. Podpis Bernardina Shllaku umieszczono pod Statutem Kościoła Katolickiego Albanii, choć tekst opublikowany przez władze odbiegał od tego, który wynegocjowano. W opublikowanej wersji statutu znalazł się zapis o zakazie utrzymywania przez kościół albański związków organizacyjnych, ekonomicznych i politycznych z papieżem.